# Atlantisz (film, 1982)
Az Atlantisz Rajnai András rendezésében 1982-ben készült magyar tévéjáték. A Magyar Televízió IV. Stúdiójában bluebox technika felhasználásával forgatták. Az alkotás létrejöttét a Kubai Televízió és a Finn Televízió (YLE) is segítette. A filmben elhangzik Ladik Katalin: Párhuzamos világok című verse.

## Történet
Évezredekkel ezelőtt az Atlantiszon párhuzamosan éltek a valóságos hétköznapi lények Atlantisz asszonyának uralma alatt és az űrből érkező fénylények, Thalbor vezetésével. Sokáig egyik csoport sem lépett át a másik területére. Egyszer azonban egy földi katona áthatolt a fénylények világába, és a kardjával megölt egy fénylányt. Az elkeseredett Thalbor lemondott a vezetői tisztségéről, mert nem értette a történteket. Ezután Nore lett a fénylények vezetője, aki Thalbor szerelme, Szini védelmében megölt egy katonát, pedig ezt tiltotta a meggyőződésük. Thalbor meglátogatta az atlantisziakat, de elsőre nem járt sikerrel, később megegyezett az Első férfival – aki istennek vélte –, hogy élőlényt többé nem ölnek. Atlantiszon megindult a harca az asszonyok uralma helyett a férfiak uralmáért. Az Első férfi ellen cselszövést szőttek, elmenekült a fénylényekhez, és a segítségüket kérte. Az üldözők Szinire lőttek, a halála felbőszítette a világűrben utazókat, el akarták pusztítani a földiek városát. Az Első férfi megígérte, hogy hajóval felderítő útra indul az embereivel, hogy egy másik földet keressenek maguknak. A hajósok azonban mind odavesztek a fagy és a vademberek földjén. Atlantisz asszonya megérezte kedvese halálát, és a földjükre váró veszélyt, így népével piramisokba zárkózott. Búcsúzván az élettől Thalbort kérte meg, hogy a pusztulásra ítélt szigetről mentse meg, vigye el a népét.

## Szereplők
- Szokolay Ottó – Thalbor
- Ladik Katalin – Atlantisz asszonya
- Horesnyi László – Nore
- Rátonyi Róbert – Főpap
- Némethy Ferenc – Vén
- Juhász Jácint – Az Első férfi[1]
- Farkas Zsuzsa – Szini
- Szilágyi Zsuzsa – Moma
- Szendrő Iván – Tel
- Bencze Ferenc – Vadember
- Turóczy Zsuzsa – A kincstár úrnője
- Bittera Judit – Jósnő
- Bata János – Parancsnok
- Sárosi Gábor – Katona
- Sugár István – Hajós
- Közreműködik: 
  - Köllő Miklós és a Dominó pantomim együttes
  - Horváth Antal és a Szamuráj kaszkadőr csoport